# (35838) 1999 JN58
1999 JN58 (asteroide 35838) é um asteroide da cintura principal. Possui uma excentricidade de 0.12191100 e uma inclinação de 7.28505º.
Este asteroide foi descoberto no dia 10 de maio de 1999 por LINEAR em Socorro.